# Chassalia ridleyi
Chassalia ridleyi är en måreväxtart som först beskrevs av George King, och fick sitt nu gällande namn av Aaron Paul Davis. Chassalia ridleyi ingår i släktet Chassalia och familjen måreväxter. Inga underarter finns listade i Catalogue of Life.